# Euphorbia apocynoides
Euphorbia apocynoides là một loài thực vật có hoa trong họ Đại kích. Loài này được Klotzsch mô tả khoa học đầu tiên năm 1853.